# Liste der Baudenkmäler im Wuppertaler Wohnquartier Schöller-Dornap
Die Liste der Baudenkmäler im Wuppertaler Wohnquartier Schöller-Dornap enthält die denkmalgeschützten Bauwerke auf dem Gebiet von Wuppertal-Schöller-Dornap in Nordrhein-Westfalen (Stand: November 2011). Diese Baudenkmäler sind in der Denkmalliste der Stadt Wuppertal eingetragen; Grundlage für die Aufnahme ist das Denkmalschutzgesetz Nordrhein-Westfalen (DSchG NRW).

## Auszug aus der Denkmalliste

### Eingetragene Baudenkmäler
| Bild           | Bezeichnung                                | Lage                                 | Beschreibung | Bauzeit                                          | Eingetragen seit  | Denkmal- nummer |
| -------------- | ------------------------------------------ | ------------------------------------ | --- | ------------------------------------------------ | ----------------- | --------------- |
| weitere Bilder | Wohnhaus                                   | Schöller-Dornap Am Höfchen 1 Karte   | | erste Hälfte des 19. Jahrhunderts                | 11. November 1993 | 3180            |
| weitere Bilder | Wohnhaus                                   | Schöller-Dornap Am Höfchen 9 Karte   | | frühes 19. Jahrhundert                           | 24. März 1994     | 3329            |
| weitere Bilder | Wohnhaus                                   | Schöller-Dornap Am Höfchen 11 Karte  | eine D-Nummer mit Am Höfchen 13 | zwischen 1750 und 1780                           | 24. März 1994     | 3330            |
| weitere Bilder | Wohnhaus                                   | Schöller-Dornap Am Höfchen 13 Karte  | eine D-Nummer mit Am Höfchen 11 | vor 1750                                         | 24. März 1994     | 3330            |
| weitere Bilder | Wohnhaus                                   | Schöller-Dornap Am Höfchen 15 Karte  | eine D-Nummer und eine bauliche Einheit mit Am Höfchen 17, 19                                                                                           | 1767                                             | 11. April 1994    | 1618            |
| weitere Bilder | Wohnhaus                                   | Schöller-Dornap Am Höfchen 17 Karte  | eine D-Nummer und eine bauliche Einheit mit Am Höfchen 15, 19                                                                                           | 1767                                             | 11. April 1994    | 1618            |
| weitere Bilder | Wohnhaus                                   | Schöller-Dornap Am Höfchen 19 Karte  | eine D-Nummer und eine bauliche Einheit mit Am Höfchen 15, 17                                                                                           | 1767                                             | 11. April 1994    | 1618            |
| weitere Bilder | Kalktrichterofen                           | Schöller-Dornap Bahnstraße Karte     | hinter Bahnstraße 229b innerhalb eines Regenrückhaltebeckens gelegen, daher normalerweise nicht zugänglich                                              | zweite Hälfte des 19. Jahrhunderts               | 13. April 1992    | 2166            |
| weitere Bilder | Wohnhaus                                   | Schöller-Dornap Hahnenfurth 6 Karte  | | 1790                                             | 13. Mai 1994      | 3403            |
| weitere Bilder | Stellwerk Dornap Ost (Do)                  | Schöller-Dornap Schlehenweg Karte    | Bestandteil der Rheinischen Bahnstrecke | um 1900                                          | 20. Januar 1995   | 3640            |
| weitere Bilder | Wohnhaus                                   | Schöller-Dornap Schlehenweg 6 Karte  | | 1807                                             | 4. Juli 1994      | 3450            |
| weitere Bilder | Wohnhaus                                   | Schöller-Dornap Schlehenweg 10 Karte | | Anfang des 19. Jahrhunderts                      | 22. März 1985     | 374             |
| weitere Bilder | Wohnhaus                                   | Schöller-Dornap Schlehenweg 12 Karte | | 18. Jahrhundert                                  | 22. März 1985     | 375             |
| weitere Bilder | Wohnhaus                                   | Schöller-Dornap Schlehenweg 14 Karte | | 18. Jahrhundert                                  | 22. März 1985     | 376             |
| weitere Bilder | Kirche                                     | Schöller-Dornap Schöllerweg Karte    | Evangelische Pfarrkirche Schöller | 12. Jahrhundert/18. Jahrhundert                  | 24. August 1988   | 1441 Wikidata   |
| weitere Bilder | Wohnhaus                                   | Schöller-Dornap Schöllerweg 3 Karte  | ehemaliges Küster- und Schulhaus | 1728–1730                                        | 28. Juni 1996     | 3955            |
| weitere Bilder | Wohnhaus                                   | Schöller-Dornap Schöllerweg 4 Karte  | Wohn- und Geschäftshaus Schöllerweg 4 (auch Haus Schöller)                                                                                              | ausgehenden 17. oder beginnenden 18. Jahrhundert | 10. Juni 1994     | 3424 Wikidata   |
| weitere Bilder | Pfarrhaus                                  | Schöller-Dornap Schöllerweg 8 Karte  | | 1723                                             | 13. April 1994    | 3368            |
| weitere Bilder | Wohnhaus                                   | Schöller-Dornap Schöllerweg 40 Karte | | Beginn des 18. Jahrhunderts                      | 11. November 1994 | 3565            |
| weitere Bilder | Turm                                       | Schöller-Dornap Zur Düssel 2 Karte   | Bergfried der ehemaligen Herrlichkeit Schöller | spätes 12. Jahrhundert                           | 24. August 1988   | 1440 Wikidata   |
| weitere Bilder | Wohnhaus                                   | Schöller-Dornap Zur Düssel 2 Karte   | zum Denkmal Gut Schöller gehört das gesamte Gebäudeensemble: Wohnhaus, ehem. Scheunen, Remise, Umfassungsmauer, Einfahrt mit Tor, Durchgang zur Kapelle | 1884                                             | 8. Juli 1996      | 3958 Wikidata   |
| weitere Bilder | Nebengebäude – Scheune, Remise, Tor, Mauer | Schöller-Dornap Zur Düssel 2 Karte   | zum Denkmal gehört das gesamte Gebäudeensemble: Wohnhaus, ehem. Scheunen, Remise, Umfassungsmauer, Einfahrt mit Tor, Durchgang zur Kapelle              | 1884                                             | 8. Juli 1996      | 3958 Wikidata   |
| weitere Bilder | Mühle                                      | Schöller-Dornap Zur Düssel 4 Karte   | Mühle des Gutes Schöller | 1748                                             | 8. Juli 1996      | 3959            |
| weitere Bilder | Wohnhaus                                   | Schöller-Dornap Zur Düssel 6 Karte   | | 17. Jahrhundert oder frühen 18. Jahrhundert      | 28. Juni 1996     | 3957            |

### Baudenkmäler in Bearbeitung
Folgende Objekte werden noch geprüft oder ihr Status ist in der Denkmalliste nicht klar ersichtlich.
| Bild           | Bezeichnung | Lage                              | Beschreibung                                                                        | Bauzeit | Eingetragen seit | Denkmal- nummer |
| -------------- | ----------- | --------------------------------- | ----------------------------------------------------------------------------------- | ------- | ---------------- | --------------- |
| weitere Bilder | Brücke      | Schöller-Dornap Am Sandfeld       | Bestandteil der Rheinischen Bahnstrecke, als Denkmal klassifiziert (ohne D-Nummer). |         |                  | 0               |
| weitere Bilder | Brücke      | Schöller-Dornap Hahnenfurther Weg | Bestandteil der Rheinischen Bahnstrecke, Status wird überprüft                      |         |                  | 0               |